# Torres de Berrellén
Torres de Berrellén là một đô thị ở tỉnh Zaragoza, Aragon, Tây Ban Nha. Theo điều tra dân số 2004 của Viện thống kê Tây Ban Nha (INE), đô thị này có dân số là 1.450 người. Diện tích đô thị này là 54 ki-lô-mét vuông. Đô thị này nằm ở độ cao 211 m trên mực nước biển, cách tỉnh lỵ 20 km.